# Johannes Bæch
Johannes Emilius Bæch (født 28. januar 1920 i Hvilsom, død 27. juni 2002 i Viborg) var en dansk maler og tegner.
Johannes Bæch flyttede fra fødebyen Hvilsom til Viborg i 1930. I 1937 tog han realeksamen fra Latinskolen. Han var ansat på Viborg Katedralskole fra 1967 til 1985 som lektor i fagene kunst og formning.
Kunstnerkarrieren begyndte, da han som 19-årig i 1939 startede som elev på Kunstakademiet på Charlottenborg. Han gennemførte uddannelsen på fire år. Hans debut var på Charlottenborgs Forårsudstilling i 1943. 
Johannes Bæch blev valgt til Årets Viborgenser i år 2000 gennem Viborg Bladet. 
I 2001 blev han af "Biskop Gunners Gilde" udnævnt til "Æresprior" for sin indsats for Viborg.
Bæch er begravet på Viborg Kirkegård.